# Геронимівка
Герони́мівка — село, що межує з мікрорайоном Лісовий міста Черкаси, підпорядковане Руськополянській сільській громаді.

## Географія
Село Геронимівка розташоване безпосередньо біля міста Черкаси, є його приміською зоною. До центра Черкас від села 8 км, до річки Дніпро — 4 км. Площа земель, що підпорядковуються Геронимівці, становить 5372,6 га, з них територія власне населеного пункту — 292 га.

## Історія

### Російська імперія
Назву «Геронимівка» пов'язують з ім'ям черкаського старости князя Ієроніма Санґушка (*1743—†1812). Спершу це було невелике поселення неподалік села Руської Поляни. Називалось воно Полянка Маленька. З часом поселення перейменоване на Геронимівку. Інвентар Черкаського староства Київського воєводства 1788 року реєструє у селі 13 господарів-переселенців. Л. Похилевич у «Сказаннях про населені місцевості Київської губернії» 1864 року пише:
|  | Полянка Малая, переименованная в прошлом веке Геронимовкой, расположенная на поляне, среди леса, в 4-х верстах от Дахновки; жителей в ней 392. Основана князем Иеронимом Сангушкой во время владения им Черкасским староством. |

На 1900 рік в селі було 200 дворів, де проживало 982 особи, в основному бідні. Злиденне життя, матеріальна скрута та політичне безправ'я призводили до частих виступів селян. Так у 1905–1906 роках селяни відмовились виконувати роботу та розпорядження адміністрації, почали вирубувати казенний ліс. Через виступи у село були введені війська. На 1911 рік в Геронимівці вже проживало 1025 осіб.

### Радянська влада
У грудні 1919 року у селі було остаточно розпочато період радянської окупації.
До 1925 року кількість дворів збільшилась до 320, було споруджено нову будівлю школи, розпочав роботу фельдшерсько-акушерський пункт. У селі працювало 2 млини, хлібний та промисловий магазини. На початку 1930 року, під час примусової колективізації, у селі був створений колгосп імені ОДПУ, за яким було закріплено 409 га землі, у тому числі 360 ріллі.
Організація колгоспу проходила в дуже жорсткому режимі, неохочих засуджували, а 18 березня того ж року колегія ДПУ навіть засудила А. Т. Галегу до розстрілу. В 1932–1933 роках Геронимівка пережила страшний голод, про що свідчить письменниця Докія Гуменна.
З початком Другої світової війни усі чоловіки пішли на фронт. 22 серпня німецькі війська окупували село. 1943 року за завданням Радянського командування у районі села був організований партизанський загін. Вони організували захоплення плацдарму для радянських військ, які форсували Дніпро. При звільненні села у боях полягло 78 воїнів, усі вони були удостоєні урядових нагород, П. Л. Вернигора та І. С. Хоменко отримали звання Героя Радянського Союзу. На їхню честь селяни назвали вулиці рідного села їхніми іменами. З самого ж села у війні загинуло 60 осіб, ще 77 були нагороджені орденами та медалями. У 1953 році на їхню честь у селі був встановлений пам'ятник.

### Повоєнні роки
Після війни селяни почали відновлювати сільське господарство. 38 передовиків були удостоєні урядових нагород, а голові колгоспу М. Ю. Братку та керівнику рільничої бригади П. К. Тацьку присвоєно звання Героя Соціалістичної Праці. Влітку 1950 року місцевий колгосп та сусідні господарства з Дахнівки та Василиці об'єднались в колгосп «Радянська Україна». На той час він мав власну електростанцію, механізовані майстерні. За роботу в господарстві урядом було нагороджено 42 працівника, а голова колгоспу Г. Є. Буркацька удостоєна звання Героя Соціалістичної Праці. У лютому 1958 року до колгоспу була приєднана артіль «Більшовик» із сусіднього села Свидівок.
У 1974 році місцевий колгосп збудував перший на Черкащині тепличний комбінат площею 6 га. Тоді ж почалось будівництво і багатоповерхових будинків, дитячого садочку та медичного профілакторію. У 1981 році до тепличного комбінату були добудовані ще теплиці площею 6 га. Був створений великий комплекс із своює котельнею, машинно-тракторним парком, агрохімічною лабораторією, службою контрольно-вимірювальних приладів та автоматики. До осель селян був проведений природний газ. До 1982 р. село Геронимівка підпорядковувалося селу Дахнівка. В 1982 році колгосп перетворений у радгосп. У 1987 році на його базі створено Черкаська дослідна станція тваринництва.

### Незалежність
У 1995 році було збудоване нове триповерхове приміщення школи з двома спортзалами, комп'ютерном класом та актовою залою. У 2003 році пройшло розпаювання земель працівникам ВАТ «Україна», у 2005 році працівникам соціальної сфери передано 60 га земель у власне користування. 14 серпня 1999 року в селі розпочато будівництво храму Пресвятої Богородиці, а богослужіння розпочали вже в 2003 році.

## Населення

### Мовний склад
Рідна мова населення за даними перепису 2001 року:
| Мова       | Чисельність, осіб | Доля     |
| ---------- | ----------------- | -------- |
| Українська | 2 828             | 94,65 %  |
| Російська  | 154               | 5,15 %   |
| Інше       | 6                 | 0,20 %   |
| Разом      | 2 988             | 100,00 % |

## Символіка

### Герб села
У золотому полі зелені колоски пшениці з стеблами, які сходяться унизу своїми кінцями, що супроводжуються зверху лазурним ламбелем з трьома загостреними донизу виступами і по сторонах двома зеленими стилізованими кронами напівялинок, які виходять з правого та лівого пругів щита. Вигнута червлена (червона) глава обтяжена воїном у срібних латах, що скаче на срібному коні, з оголеним мечем у правій піднятій руці, на якому восьмикінцевий хрест.
Щит увінчаний золотою короною, на гілці якої колоски, що чергуються з золотими кінчиками гілок сосни, і обрамований знизу двома натурального кольору гілками сосни з шишечками, з яких виходять золоті віхтики пшеничних стебел з колоссям, що обрамовують щит по бокам. Стеблі пшениці обвиті золотою стрічкою, покладеною унизу поверх соснових гілок, яка має у своїй нижній частині напис червленими (червоними) буквами «ГЕРОНИМІВКА».
Геральдичний опис та еталонне кольорове зображення герба затверджені 20-ю сесією Геронимівської сільської ради IV скликання 26 січня 2005 року.

### Прапор села
В жовтому прямокутному полотнищі у древковій і кінцевій кромках дві зелені крони напівялинок на всю ширину полотнища, по верхій кромці полотнища проходить червона вигнута смута. В центрі полотнища три зелені колоски з стеблами, які сходяться разом своїми нижніми кінцями. Співвідношення сторін полотнища 2:3 (ширина до довжини); ширина дугоподібної смути складае 1/5 ширини полотнища, довжина основи крони напівялинки у нижній кромці складае 1/4 довжини полотнища; висота колосків складае 3/5 ширини полотнища.

## Економіка
У селі працюють декілька підприємств деревообробної, сільськогосподарської та харчової промисловості. Серед провідних підприємств — ЗАТ НВЦ «Черкасибіозахист», ВАТ НВО «Прогрес», ЗАТ «Черкаський агротепличний комбінат», ТОВ «УкрБіокод», ТОВ «ПМ-Плюс» (виробництво меблів).
Геронимівка зв'язана з Черкасами асфальтованою дорогою, більшість вулиць також асфальтовані. На околиці села проходить об'їздна дорога Черкас. До села регулярно (через 10-15 хвилин) курсують декілька маршрутів черкаських автобусів.

## Соціальні сфера
На східній околиці села, у сосновому лісі, знаходиться Черкаський обласний протитуберкульозний диспансер. В самому селі діє амбулаторія сімейної медицини, працюють аптека, відділення пошти, банк та 9 магазинів. Зараз проводиться реконструкція приміщення амбулаторії, стадіону, де споруджено систему зрошення футбольного поля, збудовано спортивний комплекс з тренажерними залами.
У сільському будинку культури створено жіночий вокальний ансамбль «Полянка», який займається відродженням традиційних українських свят Івана Купала, обжинок та святкування Трійці. На кінному господарстві майже регулярно проводяться пластунські кінні табори (2004-2006, 2008–2009).
У селі розміщується новозбудована (1999–2003) церква Успіння Пресвятої Богородиці, що відноситься до Черкаської єпархії УПЦ (МП). У жовтні 2004 року її було освячено архієпископом Черкаським та Канівським Софронієм.

## Відомі люди
В селі народились:
- Буркацька Галина Євгенівна — двічі Герой Соціалістичної Праці
- Туз Валентина Порфирівна — народна артистка УРСР.

Тут проживає мати-героїня, якій було присвоєно це почесне звання Президентом України — Мороз Наталія Василівна.
В Геронимівці похований Герой Радянського Союзу, який брав участь у боях за село та сусіднє місто Черкаси 1943 року — Хоменко Гнат Степанович,а також майор Держприкордонслужби України Ігор Петрів (1967—2014), що загинув під час Війни на сході України.